# Basay
Basay (Bayan ng Basay) är en kommun i Filippinerna. Kommunen ligger på ön Negros, och tillhör provinsen Negros Oriental. Folkmängden uppgår till 21 366 invånare.
Basay är indelat i 10 barangayer.

## Källor

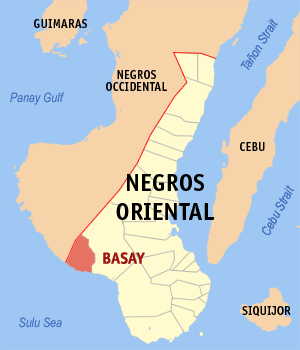
Basay ligger på södra delen av Negros.